# Berenib
Berenib – żona Aha z I dynastii. Prawdopodobnie była najwyższą królewską kobietą w Memfis w tamtych czasach. Pochowana została prawdopodobnie w Umm al-Kaab w Abydos niedaleko grobu swego męża.